# O Diário de Bridget Jones
Bridget Jones's Diary (bra/prt: O Diário de Bridget Jones) é um filme franco-britano-estadunidense de 2001, do gênero comédia dramático-romântica, dirigido por Sharon Maguire, com roteiro de Helen Fielding baseado em seu romance O Diário de Bridget Jones, publicado em 1996. O filme é protagonizado por Renée Zellweger, Colin Firth e Hugh Grant.
Estreou no Empire, em Londres, em 10 de março de 2001, e foi lançado simultaneamente no Reino Unido e nos Estados Unidos em 13 de abril. Com uma arrecadação global superior a US$ 280 milhões contra um orçamento de produção de US$ 25 milhões, recebeu críticas amplamente positivas, com destaque para a atuação de Zellweger, que lhe rendeu uma indicação ao Oscar de Melhor Atriz na 74.ª edição do Oscar.
O sucesso do filme levou à criação de uma série de sequências, com três continuações lançadas até o momento: Bridget Jones: The Edge of Reason (2004), Bridget Jones's Baby (2016) e Bridget Jones: Mad About the Boy (2025).

## Sinopse
Bridget Jones, uma mulher de trinta anos, decide, entre as resoluções de Ano Novo escrever um diário. Bridget revela, a cada capítulo, as suas qualidades e os seus defeitos, além de expor com muito humor situações que fazem parte do dia-a-dia de várias mulheres nesta mesma faixa de idade: problemas com o trabalho, a busca do homem ideal etc. Cada capítulo do livro trata de um determinado dia na vida desta anti-heroína, que sempre inicia o seu relato contabilizando o peso e as calorias, cigarros e unidades alcoólicas que consumiu no dia anterior.[carece de fontes?]

## Elenco
- Renée Zellweger como Bridget Jones
- Colin Firth como Mark Darcy
- Hugh Grant como Daniel Cleaver
- Jim Broadbent como Sr. Colin Jones
- Gemma Jones como Sra. Pamela Jones
- Celia Imrie como Una Alconbury
- James Faulkner como 'Tio' Geoffrey
- Shirley Henderson como Jude
- Embeth Davidtz como Natasha Glenville
- James Callis como Tom
- Sally Phillips como Sharon "Shazzer"
- Lisa Barbuscia como Lara
- Donald Douglas como Almirante Darcy
- Charmian May como Sra. Darcy
- Paul Brooke como Sr. Fitzherbert
- Patrick Barlow como Julian
- Felicity Montagu como Perpétua
- Neil Pearson como Richard Finch
- Dolly Wells como Woney

## Produção

### Elenco

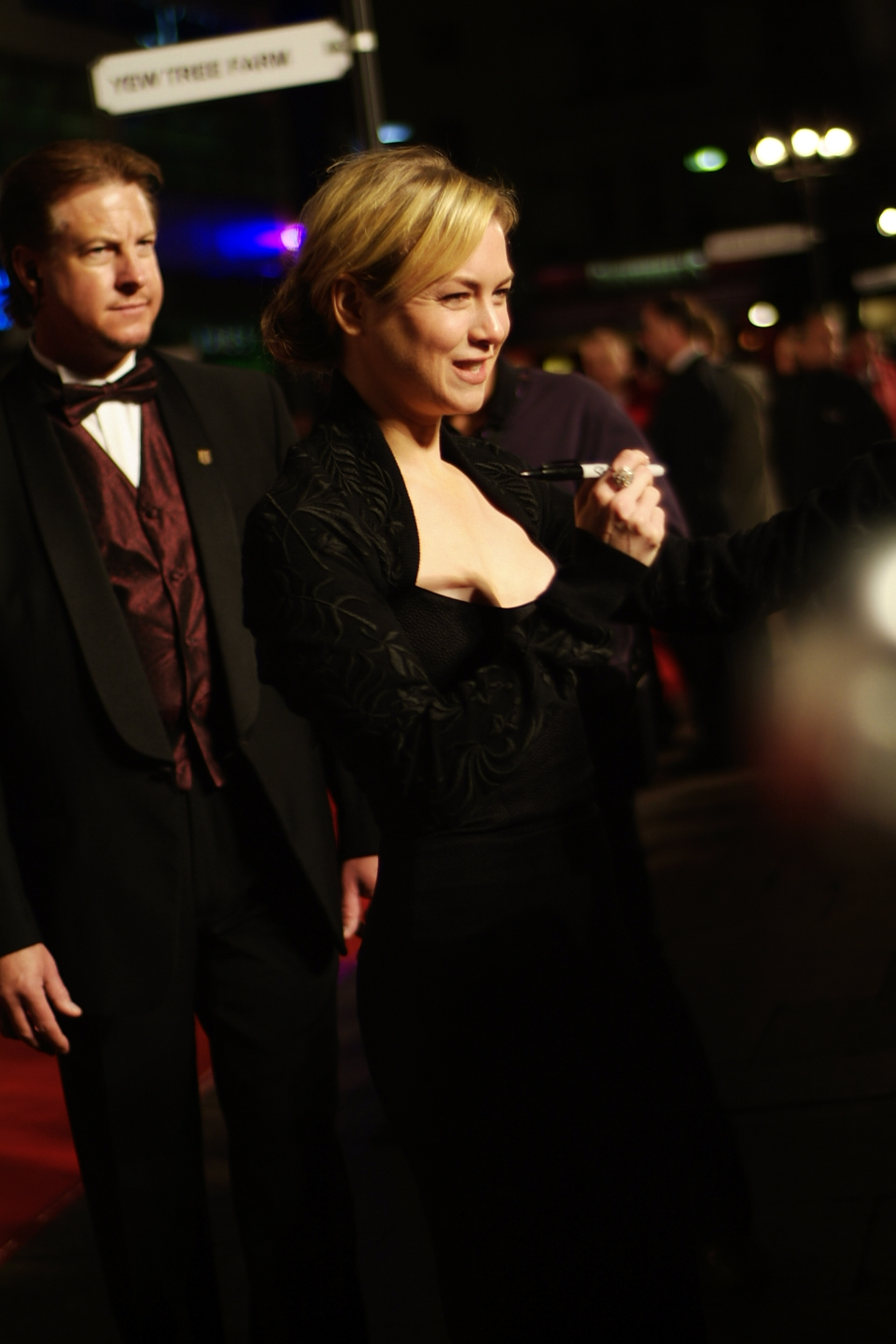
A interpretação de Renée Zellweger foi amplamente elogiada pela crítica.

As atrizes que foram consideradas para o papel de Bridget Jones incluíram Helena Bonham Carter, Cate Blanchett, Emily Watson, Rachel Weisz (que foi considerada bonita demais para o papel), e Cameron Diaz. Toni Collette precisou recusar a oferta devido ao seu compromisso com a Broadway, onde estava estrelando em The Wild Party. Kate Winslet também foi cogitada, mas, aos 24 anos, os produtores acharam que ela era muito jovem para o papel.
A escolha de Renée Zellweger para o papel, anunciada no final de maio de 2000, marcou o fim de uma busca de dois anos. O produtor Eric Fellner destacou que Zellweger "traz um enorme caráter e convicção ao papel". A diretora Sharon Maguire elogiou-a, afirmando: "Vi nela um talento raro, capaz de equilibrar comédia e emoção". Para se preparar para o papel, Zellweger trabalhou com a especialista em sotaques Barbara Berkery, conhecida por ter ajudado Gwyneth Paltrow em Shakespeare Apaixonado. Ela também ganhou 9 kg para se adequar à personagem e fez um estágio no departamento de publicidade da editora londrina Picador a pedido dos produtores. Antes do lançamento do filme, houve uma considerável controvérsia em torno da escolha de Zellweger, uma atriz americana, para interpretar uma personagem que muitos consideravam essencialmente britânica. No entanto, sua atuação, incluindo o sotaque britânico, foi amplamente elogiada como notável.
Em julho de 2000, Colin Firth e Hugh Grant foram escalados para os papéis principais masculinos. A diretora do filme, Sharon Maguire, que é amiga de Helen Fielding, teria supostamente inspirado o personagem "Shazzer" (uma gíria inglesa para Sharon). No filme, Shazzer é interpretada por Sally Phillips.

### Filmagem
A fotografia principal teve início em 1º de agosto de 2000 e foi concluída em 5 de novembro de 2000. Durante esse período, a equipe passou seis semanas filmando em Londres e seus arredores. Os locais de filmagem incluíram Shad Thames, onde Bridget e Daniel têm seu primeiro encontro, o Royal Courts of Justice, a estação ferroviária de St Pancras e a Tower Bridge. As cenas ambientadas nas mini-férias de Bridget e Daniel foram gravadas no Stoke Park, em Buckinghamshire. O Wrotham Park, em Hertfordshire, serviu como a casa dos Darcys. O Aeroporto de Stansted foi utilizado como substituto para o Aeroporto JFK de Nova York, enquanto a Syon House, em Brentford, foi o cenário para a festa de aniversário. A equipe também filmou por quatro dias em Snowshill, Gloucestershire, que representou a casa da família de Bridget Jones. Após seis semanas de filmagens externas, a produção foi transferida para os Shepperton Studios, em Surrey.

## Trilha sonora
A trilha sonora do filme foi composta por Patrick Doyle e inclui uma seleção variada de músicas que se destacaram. Entre os destaques estão os singles de sucesso "Out of Reach", de Gabrielle, e "It's Raining Men", de Geri Halliwell. A canção "Ring, Ring, Ring", de Aaron Soul, também faz parte da trilha e foi lançada como single. Além disso, Robbie Williams contribuiu com duas músicas para a trilha sonora, enquanto Sheryl Crow contribuiu com uma.
1. "Killin' Kind" de Shelby Lynne
2. "Kiss That Girl" de Sheryl Crow
3. "Love" de Rosey
4. "Have You Met Miss Jones?" de Robbie Williams
5. "All by Myself" de Jamie O'Neal
6. "Just Perfect" de Tracy Bonham
7. "Dreamsome" de Shelby Lynne
8. "Not Of This Earth" de Robbie Williams
9. "Out of Reach" de Gabrielle
10. "Someone Like You" de Dina Carroll
11. "It's Raining Men" de Geri Halliwell
12. "Stop, Look, Listen (To Your Heart)" de Diana Ross e Marvin Gaye
13. "I'm Every Woman" de Chaka Khan
14. "Pretender Got My Heart" de Alisha's Attic
15. "It's Only A Diary" de Patrick Doyle
16. "Woman Trouble" de Craig David

## Bilheteria
O Diário de Bridget Jones arrecadou US$ 71,5 milhões na América do Norte e US$ 210,5 milhões internacionalmente, totalizando US$ 282 milhões, contra um orçamento de produção de US$ 25 milhões.
No seu fim de semana de estreia, o filme arrecadou US$ 10,7 milhões, terminando em terceiro lugar. No segundo fim de semana, a arrecadação caiu apenas 5,7%, com US$ 10,2 milhões, e o filme chegou ao primeiro lugar nas semanas seguintes.

## Recepção
No Rotten Tomatoes, o filme possui uma aprovação de 80%, com base em 162 avaliações, e uma classificação média de 6,9/10. O consenso dos críticos do site afirma: "Embora a escolha do elenco tenha gerado controvérsias, a interpretação de Zellweger como Bridget Jones é simpática, encantadora e engraçada, trazendo muito charme a esta comédia romântica". No Metacritic, o filme obteve uma pontuação média ponderada de 66 em 100, com base em 33 avaliações, indicando "críticas geralmente favoráveis". O público pesquisado pelo CinemaScore atribuiu ao filme uma nota média de "B+" em uma escala de A+ a F.

## Prêmios e indicações
| Prêmio             | Categoria                         | Recipiente      | Resultado |
| ------------------ | --------------------------------- | --------------- | --------- |
| Oscar 2002         | Melhor atriz                      | Renée Zellweger | Indicado  |
| BAFTA 2002         | Melhor atriz                      | Renée Zellweger | Indicado  |
| BAFTA 2002         | Melhor ator                       | Colin Firth     | Indicado  |
| BAFTA 2002         | Melhor roteiro adaptado           | Helen Fielding  | Indicado  |
| BAFTA 2002         | Melhor filme britânico            |                 | Venceu    |
| Globo de Ouro 2002 | Melhor atriz - drama              | Renée Zellweger | Indicado  |
| Globo de Ouro 2002 | Melhor filme - comédia ou musical |                 | Indicado  |